# 루치에 본드라치코바
루치에 플레칸초바 본드라치코바(Lucie Plekancová Vondráčková, 1980년 3월 8일 ~ )는 체코의 가수, 배우이다.